# Xylota uluguruensis
Xylota uluguruensis är en tvåvingeart som beskrevs av Heikki Hippa 1978. Xylota uluguruensis ingår i släktet vedblomflugor, och familjen blomflugor.
Artens utbredningsområde är Tanzania. Inga underarter finns listade i Catalogue of Life.